# Elías Segovia Ruiz
Elías Segovia Ruiz (* Distrito de Curahuasi, Provincia de Abancay, 18 de mayo de 1959 - ), es un ingeniero químico y político peruano. Fue alcalde  del distrito de Curahuasi y presidente del gobierno regional de Apurímac. Actualmente está preso por delitos contra el estado.

## Biografía
Realizó sus estudios primarios en la Escuela P.M. Nº 663 y los secundarios en el Colegio "Antonio Ocampo" de Curahuasi.
Estudió Ingeniería Química en la Universidad Nacional San Antonio Abad entre 1978 y 1985. 
Entre 1987 y 1989 fue alcalde Distrital de Curahuasi representando al Partido Aprista Peruano. Nuevamente ocupó dicho cargo por el Movimiento Regional Poder Popular Andino para el periodo 1993-1995, siendo reelecto para el periodo 1996-1998.  
Tras participar en las elecciones regionales del 2006, fue en las elecciones regionales de Apurímac de 2010 que fue elegido a la Presidencia Regional de Apurímac, accediendo al cargo para el periodo 2011-2014.